# SC Groningen
SC Groningen, pełna nazwa Schaakclub Groningen – holenderski klub szachowy z siedzibą w Groningen, mistrz kraju z 2007 roku.

## Historia
Klub powstał w 1960 roku z połączenia klubów Lasker i NOS (Noord Oosten Schaakt). Na przełomie lat 70. i 80. klub występował w Eerste klasse, w 1986 roku awansował do Hoofdklasse. W sezonach 1986/1987 oraz 1989/1990 SC Groningen zajął trzecie miejsce w mistrzostwach Holandii. W 1991 roku klub spadł do Eerste klasse, a w roku 1997 powrócił do pierwszej ligi, wówczas pod nazwą Meesterklasse. W sezonie 1997/1998 zespół zajął trzecie miejsce w lidze. W 2000 roku klub spadł z Meesterklasse, powrócił do niej rok później. W 2003 roku SC Groningen ponownie spadł z pierwszej ligi. W sezonie 2003/2004 klub awansował do Meesterklasse. Po awansie sponsorem tytularnym został właściciel strony internetowej Hotels.nl. W sezonie 2004/2005 zespół zdobył wicemistrzostwo Holandii, ulegając jedynie De Variant Breda. W 2006 roku klub zajął trzecie miejsce w lidze. W sezonie 2006/2007 pierwszy zespół występował pod nazwą Share Dimension Groningen i zdobył wówczas tytuł mistrzowski; czołowymi zawodnikami drużyny byli wówczas Władimir Kramnik i Wasyl Iwanczuk. Następnie klub powrócił do nazwy Hotels.nl Groningen. W latach 2008 i 2010 zajmował trzecie miejsce w lidze, a w sezonie 2008/2009 uzyskał wicemistrzostwo. W 2010 roku klub stracił wsparcie sponsora tytularnego i w dwóch kolejnych sezonach zajął odpowiednio ósme i siódme miejsce w Meesterklasse. Od sezonu 2012/2013 SC Groningen wystawiał drużyny wspólnie z SV Unitas pod nazwą Groninger Combinatie; oficjalna fuzja SC Groningen i SV Unitas nastąpiła we wrześniu 2015 roku.
Zawodnikami klubu byli m.in. David Baramidze, Daan Brandenburg, Joris Brenninkmeijer, Igor Chenkin, Elina Danielian, Sipke Ernst, Merab Gagunaszwili, Erik Hoeksema, Wasyl Iwanczuk, Harmen Jonkman, Aleksandra Kostieniuk, Władimir Kramnik, Konstantin Landa, Gert Ligterink, Tea Łanczawa, Micheil Mczedliszwili, Aleksandr Motylow, Arkadij Naiditsch, Alexander Naumann, Liviu-Dieter Nisipeanu, Iozefina Păuleț, Arkadij Rotstein, Siergiej Rublewski, Ivan Sokolov, Wouter Spoelman, Siergiej Tiwiakow, Yge Visser i Jan Werle.